# Gilowice
Gilowice (in tedesco Gilowitz o Gigersdorf) è un comune rurale polacco del distretto di Żywiec, nel voivodato della Slesia.
Ricopre una superficie di 28,15 km² e nel 2004 contava 5 606 abitanti.